# Fushigi no Kuni no Alice
Fushigi no Kuni no Alice (ふしぎの国のアリス Fushigi no Kuni no Arisu?) es una serie de anime basada en las novelas Alicia en el país de las maravillas y A través del espejo de Lewis Carroll. Fue emitida inicialmente por la compañía japonesa NHK Network desde 10 de octubre de 1983 a 26 de marzo de 1984. La serie fue una coproducción germano-japonesa entre Nippon Animation y Apollo Films, el mismo tándem de estudios que había creado La abeja Maya, y consta de 70 capítulos, de los que 36 se hicieron para Estados Unidos.

## Argumento
Un día en un viaje a la ciudad con su madre, Alicia, una niña de 7 años, compra un viejo sombrero en una tienda de antigüedades. Dentro encuentra a un conejo llamado Benny (Benny Bunny) que proviene del País de las Maravillas. Un día Alicia descubre a Herald, el tío de Bunny y tras seguirlo hasta una madriguera, cae en su interior llegando al País de las Maravillas donde conoce a varios personajes como el Gato Sonriente o la malvada Reina de Corazones.
El principio de la serie se adhiere bien a la historia original de Alicia en el país de las maravillas, mientras que a partir del episodio 26 se sigue fundamentalmente con la secuela del libro, A través del espejo.
La única licencia que se toma la serie con respecto a los libros es que Alicia vuelve al mundo real al finalizar cada episodio. Estas transiciones entre ambos mundos son narradas en forma de sueño o fantasía, ya que es habitual que Alicia vuelva a la realidad de repente produciéndose un cambio brusco de escenario.

## Personajes
- Alicia: Al contrario que en las ilustraciones de la novela de Carroll, Alicia es pelirroja en lugar de rubia, lleva un sombrero y viste un diseño parecido a la película de Disney, manteniendo el blanco pero sustituyendo el azul por el rojo. Como sucede en la adaptación de otros libros al anime, su personaje tiene un aspecto aniñado.

- Benny Bunny: Es el compañero de Alicia durante sus aventuras en el País de las Maravillas. Ambos se conocieron cuando Alicia compró el sombrero mágico en la tienda de segunda mano. Benny es el sobrino del conejo blanco que siempre va con prisas y con un reloj en la mano, así que conoce bastante bien a todos los habitantes del País de las Maravillas. Se siente bastante inquieto cada vez que tienen que ir a ver al Jabberwocky, debido a la afición de este por el estofado de conejo.

- Gato Sonriente: El gato travieso, misterioso que siempre consigue meter a Alicia en problemas. A diferencia de la versión de Disney, sus rayas son anaranjadas en lugar de violetas. Ayuda a Alicia gustosamente a la par que enigmáticamente.

- La Reina de Corazones: Es la principal causante de los problemas en las aventuras de Alicia ya que comparte la afición de cortar cabezas que tiene su homónima en la película de Disney y en los libros de Carroll. Viste con un vestido amarillo con adornos negros y su cara presenta los rasgos más descriptivos de todos destacando una gran nariz afilada, unos carrillos prominentes y una tez enfadada. Tiene gran afición con amenazar a la gente con decapitarla, aunque normalmente solo envía a los que le son molestos al calabozo durante unos cuantos días.

- El Jabberwocky: Un enorme dragón vive en el castillo, más allá del bosque. Es bastante solitario y no le gustan las visitas, por lo que es bastante reservado con sus asuntos. De vez en cuando se despierta su apetito y le entran ganas de cocinar a Benny Bunny. Algunas veces le presta su ayuda a Alicia para ayudarla a salir de apuros.

- La Oruga: Aparentemente es el ser más sabio de todo el País el de las Maravillas, además del más longevo. Normalmente se encuentra en una zona llena de setas, fumando de su cachimba, y escuchando los infortunios de sus vecinos que le piden consejo. Alicia es uno de ellos, lo que favorece cierta amistad entre ambos.

## Lista de episodios
La serie consta de 70 episodios, algunos de los cuales reciben el mismo nombre que los capítulos de las novelas de Lewis Carroll,Episodios de las novelas de Alicia como "Cerdo y pimienta", "¿Quién robó las tartaletas?" o "Alicia reina". Como suele suceder en estos casos, algunos episodios tienen una traducción un tanto alejada del título original.
La versión emitida en España fue la misma que la alemana, por lo que la correlación de episodios es idéntica.Lista ordenada de episodios en alemán En otros países el orden de algunos episodios cambió, aunque el carácter autoconclusivo de los capítulos no alteró significativamente la línea argumental.
A continuación se muestra una tabla con la lista de episodios tanto para la versión española como para la germana en la que se basó, y también se ha añadido la versión inglesa como comparación. En las versiones francesa e italiana de esta entrada en la Wikipedia se puede consultar la lista de episodios en esos idiomas. 
1
2
3
4
5
6
7
8
9
10
11
12
13
14
15
16
17
18
19 
20
21
22
23
24
25
26
27
28
29
30
31
32
33
34
35
36
37
38
39
40
41
42
43
44
45
46
47
48
49
50
51
52
53
54
55
56
57
59
60
61
62
63
64
65
66
67
68
69
70

## Datos de Producción
- La serie estuvo dirigida por Taku Sugiyama y Shigeo Koshi.
- El guion corrió a cargo de Rumiko Takahashi y Marty Murphy.
- Al frente de la producción estuvieron Shigeô Endo, Kôichi Motohashi y Andrea Wagner.
- La música fue creada por Christian Bruhn y Reijiro Koroku.
- La canción del opening tiene varias versiones:[1] En Europa la serie fue distribuida originalmente con una versión en alemán[2] interpretada por la cantante germana Lady Lily que luego algunos países tradujeron a su idioma con la misma música y entoncación vocal (En España, por ejemplo, se mantuvo en alemán). Por otro lado, en Japón la canción era totalmente distinta. El opening titulado 'Yumemiru Wonderland'[3] y el cierre 'NAZO NAZO yume no kuni' estaban interpretados por la cantante nipona Tarako.

### Doblaje
En España el doblaje estuvo integrado por los siguientes actores:
- Ana Ángeles García - Alicia
- Eduardo Moreno - Dodo
- Javier Franquelo - Don Huevo
- José Carabias - Conejo Grande y Blanco
- Josefina de Luna - Reina de Corazones
- Matilde Vilariño - Benny Bunny
- Alfonso Gallardo y Mario Arenas - Varias voces

## DVD
La serie se lanzó en 2006 en tres packs de DVD editados por Planeta Junior. 
- El primero contiene los episodios 1-36 correspondientens a la primera novela de Lewis Carroll: Alicia en el país de las maravillas.
- El segundo contiene los episodios 37-70 con lo que se cuenta en A través del espejo, la continuación del primer libro.
- El tercero contiene los 34 episodios de la primera temporada y los 34 de la segunda temporada, reuniendo la serie completa en un pack.

## Banda sonora
La banda sonora original de la serie con los temas instrumentales creados por Christian Bruhn, así como las canciones que cantaban los personajes, y la intro interpretada por Lady Lily fue editada digitalmente, junto a muchas otras series de la misma época, bajo la colección TV Friends Forever.